# باغ و آرامگاه حسام‌الدوله
باغ و مقبره حسام الدوله مربوط به دوره قاجار است و در بیرجند، خیابان منظری ـ کوچه شهید کوشه‌ای واقع شده و این اثر در تاریخ ۳۰ خرداد ۱۳۷۷ با شمارهٔ ثبت ۲۰۴۱ به‌عنوان یکی از آثار ملی ایران به ثبت رسیده است.